# Departamento de Unión
Departamento de Unión är en kommun i Argentina.   Den ligger i provinsen Córdoba, i den centrala delen av landet, 500 km väster om huvudstaden Buenos Aires. Antalet invånare är 100 247.
Trakten runt Departamento de Unión består till största delen av jordbruksmark. Runt Departamento de Unión är det glesbefolkat, med 9 invånare per kvadratkilometer.